# Erdőbénye megállóhely
Erdőbénye megállóhely egy Borsod-Abaúj-Zemplén vármegyei vasúti megállóhely, a nevével ellentétben Szegilong településen, az ottani önkormányzat üzemeltetésében. A község belterületének keleti szélén helyezkedik el, a névadó település, Erdőbénye központjától több mint 7 kilométerre délkeletre, közúti elérését a 3801-es útból kiágazó rövidke Kossuth utca biztosítja.

## Vasútvonalak
A megállóhelyet az alábbi vasútvonalak érintik:
- Budapest–Sátoraljaújhely-vasútvonal

## Kapcsolódó állomások
A megállóhelyhez az alábbi állomások vannak a legközelebb:
- Szegi megállóhely (Budapest–Sátoraljaújhely-vasútvonal)
- Olaszliszka-Tolcsva vasútállomás (Budapest–Sátoraljaújhely-vasútvonal)

## Forgalom
| Járat             | Útvonal | Gyakoriság |
| ----------------- | --- | ---------- |
| személyvonat      | Füzesabony – Szihalom – Mezőkövesd – Mezőkövesd felső – Mezőkeresztes-Mezőnyárád – Csincse – Emőd – Nyékládháza – Miskolc-Tiszai – Felsőzsolca – Hernádnémeti-Bőcs – Tiszalúc – Taktaharkány – Taktaszada – Szerencs – Mezőzombor – Bodrogkeresztúr – Szegi – Erdőbénye – Olaszliszka-Tolcsva – Bodrogolaszi – Sárospatak – Sátoraljaújhely | 2 óránként |
| személyvonat      | Miskolc-Tiszai – Felsőzsolca – Hernádnémeti-Bőcs – Tiszalúc – Taktaharkány – Taktaszada – Szerencs – Mezőzombor – Bodrogkeresztúr – Szegi – Erdőbénye – Olaszliszka-Tolcsva – Bodrogolaszi – Sárospatak – Sátoraljaújhely | Napi 2 pár |
| személyvonat      | Szerencs – Mezőzombor – Bodrogkeresztúr – Szegi – Erdőbénye – Olaszliszka-Tolcsva – Bodrogolaszi – Sárospatak – Sátoraljaújhely | 2 óránként |
| Zemplén InterCity | Budapest-Keleti – Hatvan – Mezőkövesd – Miskolc-Tiszai – Szerencs – Bodrogkeresztúr – Erdőbénye – Olaszliszka-Tolcsva – Bodrogolaszi – Sárospatak – Sátoraljaújhely | 2 óránként |